# Xanthostemon pubescens
Xanthostemon pubescens là một loài thực vật có hoa trong Họ Đào kim nương. Loài này được (Brongn. & Gris) Sebert & Pancher miêu tả khoa học đầu tiên năm 1874.